# The Daleks' Master Plan
The Daleks' Master Plan (El plan maestro de los Daleks) es el tercer serial de la tercera temporada de la serie británica de ciencia ficción Doctor Who. Con doce episodios, es el serial más largo de la historia de la serie, sin contar las cuatro historias de 1986 que se agruparon bajo el título The Trial of a Time Lord. Se emitió del 12 de noviembre de 1965 al 29 de enero de 1966. Marca la última aparición de Adrienne Hill como la acompañante Katarina, la única aparición de Jean Marsh como Sara Kingdom y la primera muerte de acompañantes en pantalla. Fue la segunda historia de Doctor Who que jamás se emitió en Australia por problemas de censura. También marca la primera aparición de Nicholas Courtney, futuro intérprete del Brigadier Lethbridge-Stewart, aquí interpretando al agente de seguridad espacial Bret Vyon, hermano de Sara Kingdom.

## Argumento
Unos seis meses después de los eventos de Mission to the Unknown, la TARDIS aterriza en el planeta Kembel, y el Primer Doctor abandona la TARDIS para intentar encontrar ayuda médica para Steven, que está herido, dejándole con la sirvienta troyana Katarina.
Mientras tanto, dos agentes espaciales, Bret Vyon y el herido Kert Gantry, están también en el planeta intentando averiguar qué le pasó a su agente Marc Cory. Finalmente, Gantry le dice a Vyon que se vaya sin él ya que solo le está ralentizado. Segundos después de que le deja Vyon, un Dalek encuentra a Gantry y le mata. Vyon entonces descubre al Doctor abandonando la TARDIS y a punta de pistola le quita la llave. Tras encontrar la TARDIS, Vyon exige a sus ocupantes que le saquen del planeta, pero Katarina apenas entiende lo que está pasando, y mucho menos sabe cómo pilotar la nave. Steven entonces se recupera brevemente y noquea a Vyon, tras ver cómo trata de mal a Katarina. El Doctor regresa a la TARDIS y encuentra la llave puesta en la puerta. Entra en su interior y pone al inconsciente Vyon atado en una silla, y después vuelve a salir.
En la Tierra, Mavic Chen, guardián del sistema solar, anuncia a la gente que se va a tomar unas vacaciones. Sin embargo, realmente se está uniendo a una alianza con los Daleks, y pronto llega al planeta Kembel. Al ver la nave de Chen llegar, el Doctor vuelve a la TARDIS, encontrándola rodeada por Daleks.
Katarina libera a Vyon tras curar este a Steven con algunas medicinas de campo (dos pastillas blancas que tiene en su chaqueta), y se reúnen con el Doctor poco después, justo cuando los Daleks empiezan a abrir fuego en la jungla para alejar otros intrusos. Mientras la alianza se prepara para una reunión de sus líderes, Chen y otro líder, Zephon, observan la jungla ardiendo. Chen se dirige a la reunión, pero Zephon rechaza ir con él, diciéndole que irá cuando le dé la gana. El Doctor y sus acompañantes se infiltran en la ciudad, y ven a Zephon yendo hacia la reunión. Le noquean, le atan, disfrazan al Doctor con la larga capa de Zephon, y le envían a la reunión mientras los otros tres se cuelan en la nave de Chen.
Al llegar a la reunión, los otros líderes expresan irritación por la tardanza de Zephon. Entonces comienza la reunión, y el Dalek Supremo informa de que su última arma, el Destructor del Tiempo, está completa. Chen revela que ha proporcionado una muestra del extremadamente raro mineral taranio (hacen falta 50 años de la Tierra para producir una minúscula cantidad), un elemento vital para hacer funciónar el Destructor del Tiempo. Mientras tanto, el verdadero Zephon logra desatarse y hace sonar la alarma. En la confusión resultante, el Doctor roba el taranio y escapa. Sin embargo, Vyon ha oído la alarma y se prepara para marcharse en la nave sin él.
El Doctor logra llegar a la nave de Chen justo a tiempo para el despegue. Los Daleks culpan a Zephon de la situación, diciendo que su tardanza provocó que el Doctor y sus acompañantes le encontrasen, pero Zephon se defiende y acusa a Chen de prepararlo todo para que robaran el taranio. Chen dice que la acusación de Zephon no tiene sentido, y los Daleks están de acuerdo, concluyendo que Zephon es el único responsable. Este les dice a los Daleks que si él se va, otros dos líderes se irán con él, pero estos líderes le juran lealtad a los Daleks. Finalmente, Zephon anuncia que abandona la alianza. No tiene la oportunidad, ya que un Dalek le mata antes de que pueda irse.
En rumbo a la Tierra, el Doctor revela que encontró una cinta mientras estaba en la jungla. El grupo la reproduce, y descubren que es la cinta del Agente Cory, cuyas breves frases confirman lo que ellos ya sabían. Mientras se acercan al planeta prisión Desperus, donde simplemente dejan a los convictos a su suerte, sin guardias ni medios de fuga, los Daleks usan un generador aleatorio para desactivar los controles de la nave, que se estrella en el planeta, sin daños graves. Dándose cuenta de que el impacto debería haber destrozado por completo la nave, los cuatro concluyen que los Daleks les quieren con vida y comienzan a reparar la nave rápidamente. Tras verles aterrizar, un grupo de prisioneros intentan abordarles, pero el Doctor electrifica la entrada de la nave y los presos quedan inconscientes. Llega una nave Dalek, pero no calcula bien el aterrizaje y se estrella. La nave del grupo logra despegar otra vez, y Katarina va a comprobar el compartimento estanco, pero se encuentra con un preso que logró subir a bordo justo antes del despegue, después de que los otros presos hubieran descargado la electricidad de la entrada.
El convicto, Kirksen, sujeta con un cuchillo a Katarina y amenaza con matarla si los viajeros no le llevan al planeta más lejano, Kembel. El grupo finalmente decide obedecer, pero esa decisión no sirve de nada, ya que Katarina activa el compartimento estanco, expulsándoles a ambos al espacio. Atónito, Steven sugiere que debe haberlo hecho accidentalmente, pero el Doctor piensa que lo hizo a propósito. Tras ver lo ocurrido, los Daleks destruyen remótamente la nave perseguidora por fallar en su aterrizaje, pero se muestran satisfechos porque el retraso que causó el accidente permitirá a Chen el tiempo suficiente para llegar a la Tierra y arrestar al trío cuando lleguen.
Al llegar a la Tierra, los tres evitan ser detectados, y van a ver a un viejo amigo de Vyon, Daxtar. Este inicialmente coopera, pero el Doctor se da cuenta de que está aliado con Chen cuando este menciona el taranio antes de que ellos lo hagan. Vyon mata inmediatamente a Daxtar, para la furia del Doctor, pero hay poco tiempo para discutir, ya que llegan los guardias de seguridad de Chen, dirigidos por Sara Kingdom. Vyon permite al Doctor y Steven huir lanzándose contra Kingdom, pero esta se zafa y le mata. Ordena a Borkar, su compañero, "disparar a matar" a los intrusos.
Sara Kingdom persigue al Doctor y Steven a un laboratorio, donde, por accidente, se ven atrapados en un experimento de diseminación molecular y son teletransportados al planeta Mira.
Chen finge que el accidente fue a propósito, y le dice a los Daleks dónde encontrar al Doctor y Steven. En Mira, Kingdom (que resulta ser la hermana de Vyon) se ve obligada a unir fuerzas con el Doctor y Steven al ser atacados por criaturas salvajes invisibles. El Doctor y Steven logran convencer a Sara de las verdaderas intenciones de Chen y los Daleks justo cuando llega la nave de estos. Los Daleks lanzan un ataque contra las criaturas invisibles, y demandan que los tres se rindan. El Doctor a regañadientes les obedece.
Afortunadamente para el Doctor y sus acompañantes atacan más criaturas invisibles, permitiendo a los tres escapar y robar la nave Dalek. Intentan volver a la Tierra, pero los Daleks toman control remoto de la nave y usan un rayo magnético para arrastrarla hasta Kembel. Dándose cuenta de que no tienen mucho tiempo, el Doctor decide fabricar un corazón de taranio falso para dárselo a los Daleks mientras se queda con el auténtico. Steven entonces tiene la idea de cargar el corazón falso con energía gravitatoria, pero en el proceso se encierra a sí mismo en un campo de fuerza y queda prácticamente inconsciente.
Al aterrizar, los tres negocian con Chen (que ya ha regresado a Kembel) que le permitan la entrega del corazón de taranio (falso) delante de la TARDIS. Los Daleks lo rechazan, pero Chen les convence de que no tienen nada que perder, pensando que el Doctor no podrá detenerles tras la entrega del corazón. El Doctor y Sara regresan a la TARDIS, mientras Steven entrega el corazón. Los Daleks intentan matarle, pero el campo de fuerza logra protegerle, aunque tras esto se agota.
Tras dejar Kembel, la TARDIS aterriza, pero el Doctor avisa que "la atmósfera exterior es muy venenosa". El grupo ha aterrizado en la Inglaterra de los años sesenta, justo delante de una comisaría de policía. Son arrestados, pero logran escapar. Después, la TARDIS aterriza en el plató de una película muda, causando muchos problemas al equipo de rodaje (por ejemplo, confunden al Doctor con un consultor cultural y la actriz protagonista está a punto de dimitir porque piensa que el director está pensando en reemplazarla por Sara) antes de escapar. Antes de su escape, celebran la Navidad y el Doctor desea feliz Navidad a los espectadores (una de las poquísimas ocasiones en que un personaje de la serie rompió la cuarta pared).
Mientras tanto, en Kembel, colocan el falso corazón de taranio en el Destructor del Tiempo, y lo prueban en otro representante, Trantis, que los Daleks encontraban inútil. Sin embargo, no hay ningún efecto, y el corazón falso rápidamente se extingue, dejando a Trantis sin ningún daño. Los Daleks acusan a Chen de mentir sobre el taranio, cuando Chen se da cuenta de que fue el Doctor quien intercambió los corazones. Los Daleks piden una máquina del tiempo a Skaro para perseguir al Doctor, y después matan a Trantis.
La TARDIS aterriza brevemente en la Tierra durante un partido de cricket, y después en un planeta volcánico, pero les ha seguido el Monje Entrometido, que daña la puerta de la TARDIS y después, burlándose, le dice al Doctor y sus acompañantes que se quedarán en el planeta por el resto de sus vidas. Sin darse por vencido, el Doctor hace reparaciones a la cerradura, y logran volver a entrar en la TARDIS. Esto sorprende al Monje, pero sigue al Doctor a su siguiente destino. Mientras tanto, la máquina del tiempo de los Daleks ha llegado a Kembel. Una fuerza de asalto se va en ella con un cántico de victoria de los Daleks y el Dalek Supremo.
El Doctor, con sus acompañantes y el Monje, llegan al antiguo Egipto, junto con Mavic Chen y los Daleks, que comienzan a buscar el taranio. Dándose cuenta de que el Monje y alguien más ha llegado con ellos, Steven y Sara salen a investigar quién es, mientras el Doctor repara la cerradura, pero guardias de una pirámide cercana les arrestan por ladrones y les acusan de estar aliados con los Daleks, quienes han matado muchos otros guardias. Mientras los dos huyen, el Monje intenta encontrar al Doctor, pero en su lugar Chen encuentra al Monje y le da un ultimátum: o le ayuda a encontrar el taranio, o los Daleks le matarán.
El Doctor encuentra al Monje y le sigue a la TARDIS, donde le ataca antes de irse. Steven y Sara regresan buscando al Doctor, al que no encuentran. Se asustan al ver una mano vendada saliendo de una gran caja, que resulta ser el Monje, que ha sido atado y encerrado por el Doctor. Steven y Sara se lo llevan y van a buscar al Doctor. Sin embargo, no llegan muy lejos antes de que les atrapen los Daleks y Chen, quien demanda el taranio. Desesperado, el Monje sugiere usar a Steven y Sara como rehenes. Chen acepta esto, y le dice a los Daleks que el Doctor no permitirá que ellos dos sean asesinados.
Mientras el Doctor entra en la TARDIS del Monje y roba algo, Chen anuncia por un altavoz que, a menos que entregue el taranio, Sara y Steven serán ejecutados. El Doctor está consternado, pero no tiene más elección que obedecer. Cuando entrega el corazón, los Daleks intentan matarles a ellos y al Monje, pero todos logran escapar ayudados por un ataque de los guardias egipcios, que logran desarmar a algunos de los Daleks, aunque la mayoría logran escapar y regresar a su máquina del tiempo con Chen.
De vuelta a la TARDIS, el Doctor admite que no tuvo tiempo de construir otro señuelo, y tuvo que entregarles el verdadero taranio, pero ha robado el controlador direccional del Monje, lo que es evidente cuando este aterriza en un planeta helado y se da cuenta de que sin control de la dirección de su TARDIS, ahora tiene pocas posibilidades de siquiera seguir el rastro del Doctor. Este coloca el control y despega, pero un destello de luz blanca engulle la sala de control. El controlador direccional se ha quemado casi instantáneamente (ya que la TARDIS del Monje era de un modelo superior al de la del Doctor), pero ha sido suficiente para llevarles de vuelta a Kembel.
Los tres abandonan la TARDIS, pero Sara y Steven pierden al Doctor en la jungla y se dirigen por su cuenta a la ciudad. Al llegar, encuentran la ciudad desierta y a los líderes de la alianza prisioneros. Estos acuerdan volverse contra los Daleks, y a cambio son liberados de sus celdas. Todos se van en sus naves, salvo Chen, quien aparentemente muere cuando su nave explota justo tras despegar. En la jungla, encuentran la entrada a una segunda ciudad subterráneo, que es la que ahora están usando los Daleks. Cuando se preparan para entrar, Chen, que había fingido su muerte, vuelve y les toma prisioneros a ambos, llevándoles dentro de la ciudad.
Van a la ciudad subterránea y Chen les introduce con gran fanfarria en la sala de control. Pensando que aún estaba prisionero en la primera ciudad, el líder de los Daleks le anuncia que su alianza está rota. Chen no lo acepta y se proclama a sí mismo líder de la misma. Intenta matar al Dalek líder, pero su disparo simplemente se disuelve en su escudo. El Dalek ordena que se lleven a Chen fuera y lo ejecuten, lo que hace que Chen salga corriendo, gritando que es inmortal. Pronto le demuestran que está equivocado, cuando una patrulla Dalek le arrincona y le mata de un disparo.
Aprovechando la distracción, el Doctor entra en la sala de control y activa el Destructor del Tiempo. Los Daleks vuelven, pero no tienen ningún poder para hacer nada por el peligro de que el Doctor active el poder del Destructor. Este ordena a Sara y Steven que vuelvan a la TARDIS, pero Sara rechaza irse. Los dos se van con el Destructor del Tiempo por la jungla, que rápidamente empieza a deteriorarse y apagarse. Los Daleks empiezan a perseguirles, pero parecen inmunes a los efectos. El Doctor y Sara llegan a la TARDIS pero han sido muy envejecidos por el Destructor. Se desmayan y Sara se desintegra. Steven sale e intenta apagar el Destructor, pero no puede hacer nada. Cuando empieza a envejecer rápidamente, intenta ayudar al Doctor, pero este le ordena que vuelva a la TARDIS. Afortunadamente, cuando intentaba desactivar el destructor, logró ponerlo en modo inverso, y así le devolvió a ambos la edad que tenían antes. Los perseguidores Daleks intentan destruir el Destructor con sus armas pero en su lugar hacen que se vuelva incontrolablemente rápido, destruyéndoles y reduciendo el planeta a un escombro sin vida y prácticamente inhabitable.
El Doctor y Steven salen de la TARDIS un poco más tarde, después de que el Destructor se haya quemado. "Qué terrible desperdicio..." murmura el Doctor, refiriéndose a la muerte y destrucción que acaba de acontecer.

### Continuidad
- El Doctor hace referencia a la invasión Dalek de la Tierra en el año 2157, aunque la fecha no concuerda con la del serial The Dalek Invasion of Earth.
- La muerte de Katarina, interpretada por Adrienne Hill, marca la primera vez que un acompañante del Doctor muere. Hill apareció en apenas cinco episodios en dos seriales antes de su muerte en pantalla. Sara Kingdom (Jean Marsh) también murió en este serial.

## Producción
| Episodio                | Fecha de emisión        | Duración | Espectadores en millones | Estado en el archivo                   |
| ----------------------- | ----------------------- | -------- | ------------------------ | -------------------------------------- |
| The Nightmare Begins    | 13 de noviembre de 1965 | 22:25    | 9,1                      | Solo quedan unos fragmentos y el audio |
| Day of Armageddon       | 20 de noviembre de 1965 | 24:25    | 9,8                      | Película de 16mm                       |
| Devil's Planet          | 27 de noviembre de 1965 | 24:30    | 10,3                     | Solo quedan unos fragmentos y el audio |
| The Traitors            | 4 de diciembre de 1965  | 24:42    | 9,5                      | Solo quedan unos fragmentos y el audio |
| Counter Plot            | 11 de diciembre de 1965 | 24:03    | 9,9                      | Película de 16mm                       |
| Coronas of the Sun      | 18 de diciembre de 1965 | 24:45    | 9,9                      | Solo quedan unos fragmentos y el audio |
| The Feast of Steven     | 25 de diciembre de 1965 | 24:36    | 7,9                      | Solo quedan unos fragmentos y el audio |
| Volcano                 | 1 de enero de 1966      | 24:42    | 9,6                      | Solo quedan unos fragmentos y el audio |
| Golden Death            | 8 de enero de 1966      | 24:38    | 9,2                      | Solo quedan unos fragmentos y el audio |
| Escape Switch           | 15 de enero de 1966     | 23:37    | 9,5                      | Película de 16mm                       |
| The Abandoned Planet    | 22 de enero de 1966     | 24:34    | 9,8                      | Solo quedan unos fragmentos y el audio |
| The Destruction of Time | 29 de enero de 1966     | 23:31    | 8,6                      | Solo quedan unos fragmentos y el audio |
| [ 1 ] [ 2 ] [ 3 ] [ 4 ] |                         |          |                          |                                        |

El futuro compositor regular Dudley Simpson no trabajó en este serial por una seria disputa con el director Douglas Camfield. Un poco después de la producción de The Crusadelos dos tuvieron una riña. En el siguiente serial que Camfield dirigió, The Time Meddler, el director eligió usar música de percusión, pensando que mejoraría la atmósfera de la historia. Sin embargo, Simpson interpretó esto como un desaire de Camfield, empeorando la relación entre ambos. Para cuando este serial comenzó a producirse, la tensión entre ambos era tan alta que Camfield ni siquiera consideró a Simpson para el serial, y contrató en su lugar a Tristram Cary. La disputa seguía sin resolverse cuando Camfield falleció en 1984.

### Guion
- Según los créditos, el serial era obra de Terry Nation (episodios 1-5 y 7) y Dennis Sponner (episodios 6, 8-12), con el rótulo "De una idea de Terry Nation" en los episodios de Spooner. El editor de guiones Donald Tosh dijo en una entrevista que el trabajo de Nation en el serial no era de más de 20 páginas, y que él escribió casi todos los episodios de Nation. Sin embargo, el historiador de Doctor Who David Brunt ha desmentido esto, diciendo que Nation envió más de 30 páginas de guion por cada uno de sus episodios (salvo The Feast of Steven) y que Tosh solo corrigió el diálogo o cortó escenas por razones de tiempo o presupuestarias.
- Otra controversia está en el título del serial. Quizá por los múltiples autores o los mecanógrados, se usó prácticamente cualquier variación posible del título The Daleks' Master Plan en los documentos de la época, aunque esa versión aparece en muchos guiones de cámara. Durante la producción la historia simplemente se nombraba en algunos documentos como Historia Dalek de Doce Partes.
- La intención original era que las escenas de la comisaría de policía en el episodio de Navidad mostraran un crossover con los personajes y localización de la popular serie policíaca de la BBC Z-Cars. Sin embargo, la producción de esa serie vetó la idea, aunque la localización de Liverpool sobrevivió en el episodio emitido. La novelización del serial de John Peel hace referencia a esta idea usando los nombres de los actores de Z-Cars para nombrar los personajes de la policía.
- Según las notas de la publicación en CD, el mineral ficticio llamado taranio, originalmente iba a llamarse "vitaranio", pero se acortó durante la producción, debido a la preocupación por la capacidad de William Hartnell para pronunciar la palabra. También pensaban que "vitaranio" se parecía demasiado a "vitamina".

#### El episodio de Navidad
- Tosh y el productor John Wiles dijeron posteriormente que la escena en la que el Doctor y sus acompañantes celebraban la Navidad no estaba originalmente en el guion, y que la escena la escribió el director Douglas Camfield precipitadamente cuando el episodio se quedó corto. También dijeron que Hartnell añadió una línea que no estaba en el guion. Sin embargo, la escena aparece en el guion de cámara de Camfield, y de hecho era una práctica común de la época en los programas de la BBC de que se dirigieran directamente a la cámara en un episodio navideño, mientras con edición se hubiera podido eliminar la escena si fuera necesario.